# Alameda de Fátima
La Alameda de Fátima es una de las más conocidas en Bogotá, se encuentra ubicada en el sur en la localidad de Tunjuelito. Fue la Alameda pionera que se construyó y adecuo dentro del plan de desarrollo de estos recintos para la ciudad.
Esta zona se artículo con los andenes de la Carrera 51 que se extienden entre la Transversal 44 y la Autopista Sur, luego esta se extiende hasta la Avenida Boyacá desde la Transversal 44. Hoy en día es un importante corredor peatonal para el acceso vial a los barrios Fátima y Venecia.